# Cornești (Ungheni)
Cornești (pronunciación rumana: [korˈneʃtʲ]) es una ciudad de la República de Moldavia ubicada en el distrito de Ungheni.
En 2004 tiene 2781 habitantes, de los cuales 2538 son étnicamente moldavos-rumanos, 112 rusos y 105 ucranianos. En su territorio se incluye además el pueblo de Romanovca, con 503 habitantes.
Se conoce su existencia desde 1432.
Se ubica sobre la carretera E58, a medio camino entre Ungheni y Călărași. Junto a la ciudad hay una comuna y pueblo con el mismo nombre, separada de la ciudad por una línea de ferrocarril.